# Przedsiębiorstwo Górnicze Silesia

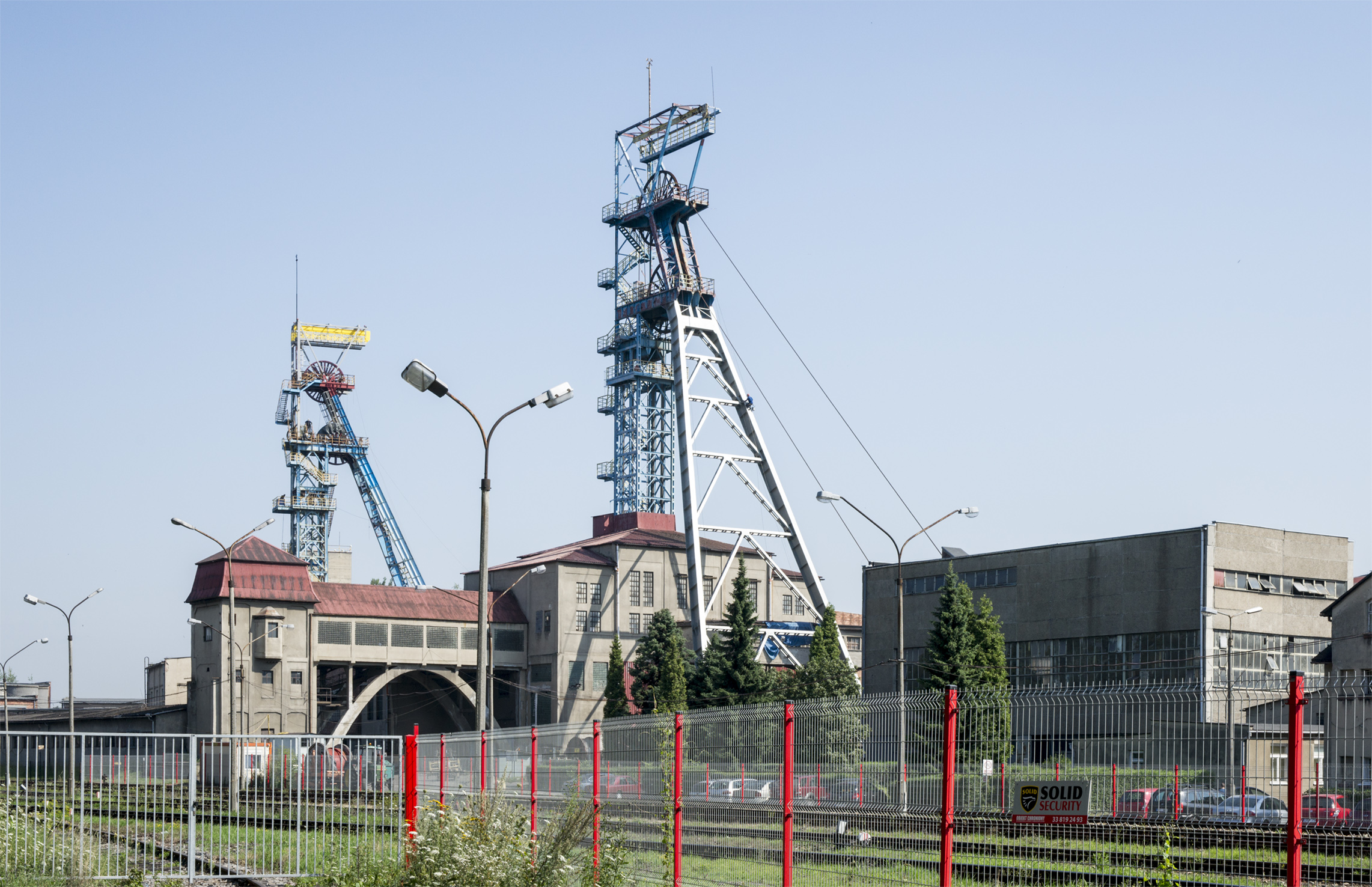
Gesamtanlage

Das Steinkohlenbergwerk Silesia (poln. Przedsiębiorstwo Górnicze Silesia) ist ein aktives Steinkohlen-Bergwerk in Czechowice-Dziedzice, Polen. Es wird von der PG „SILESIA“ sp. z o.o. betrieben.

## Geschichte

### Die Anfänge
Die Gründung der Zeche Silesia ist direkt mit der Erforschung der Salz-Lagerstätten in der Region Goczałkowice verbunden, die bis 1920 ausgebeutet wurden. Der erste Schacht (vielleicht nur ein 1860 errichtetes Bohrloch) mit dem Namen „Maria 1“ wurde von der preußischen Regierung finanziert und bis zu einer Teufe von 361 m niedergebracht. Bei dieser Gelegenheit wurde nicht nur die erwartete Salzsole, sondern auch Kohle gefunden. Die Mutung auf Steinkohle erfolgte auf die Felder „Ida“, „Rosa“, „Adela“ und „Eliza“ mit einer Gesamtgröße von 1,46 km². Die Verleihung führte das österreichische Bergamt in Ostrau durch. Betreiber des Steinkohlenbergbaus war ab 1900 die österreichische Dziedzitzer Montangewerkschaft Bielitz mit Sitz in Wien. Sie ließ zwei Schächte mit 4,2 m Durchmesser und 463 m Teufe sowie 4,6 m Durchmesser und 469 m Teufe abteufen. Der erste Schacht diente der Bewetterung, der zweite der Förderung. Die ersten 24 Bergarbeiter wurden aus Karwin (Karviná) (heute Tschechien) angeworben.

### Die weiteren Jahre
Am Ende des Ersten Weltkriegs ging die Zeche in den Besitz der Zakłady Górnicze Silesia SA über, eines tschechischen Unternehmens in Ostrava. Kurze Zeit später erwarb diese Gesellschaft auch die Steinkohlenfelder „Paweł“, „Hugo“ und „Józef“ und begann mit dem Abteufen von Schacht 3 (Durchmesser 5 m). Mit dem Ausbruch des Zweiten Weltkriegs und der Besetzung Polens im September 1939 erhielt die Grube den Namen Silesia-Dziedzitz und wurde von der Elektrowerke AG (EWAG) in Berlin verwaltet. 1944 kam sie – wie auch die Bergwerke in Jaworzno – zur Energieversorgung Oberschlesien (EVOS). Auch auf der Grube Silesia-Dziedzitz kamen sowjetische Kriegsgefangene zum Einsatz.

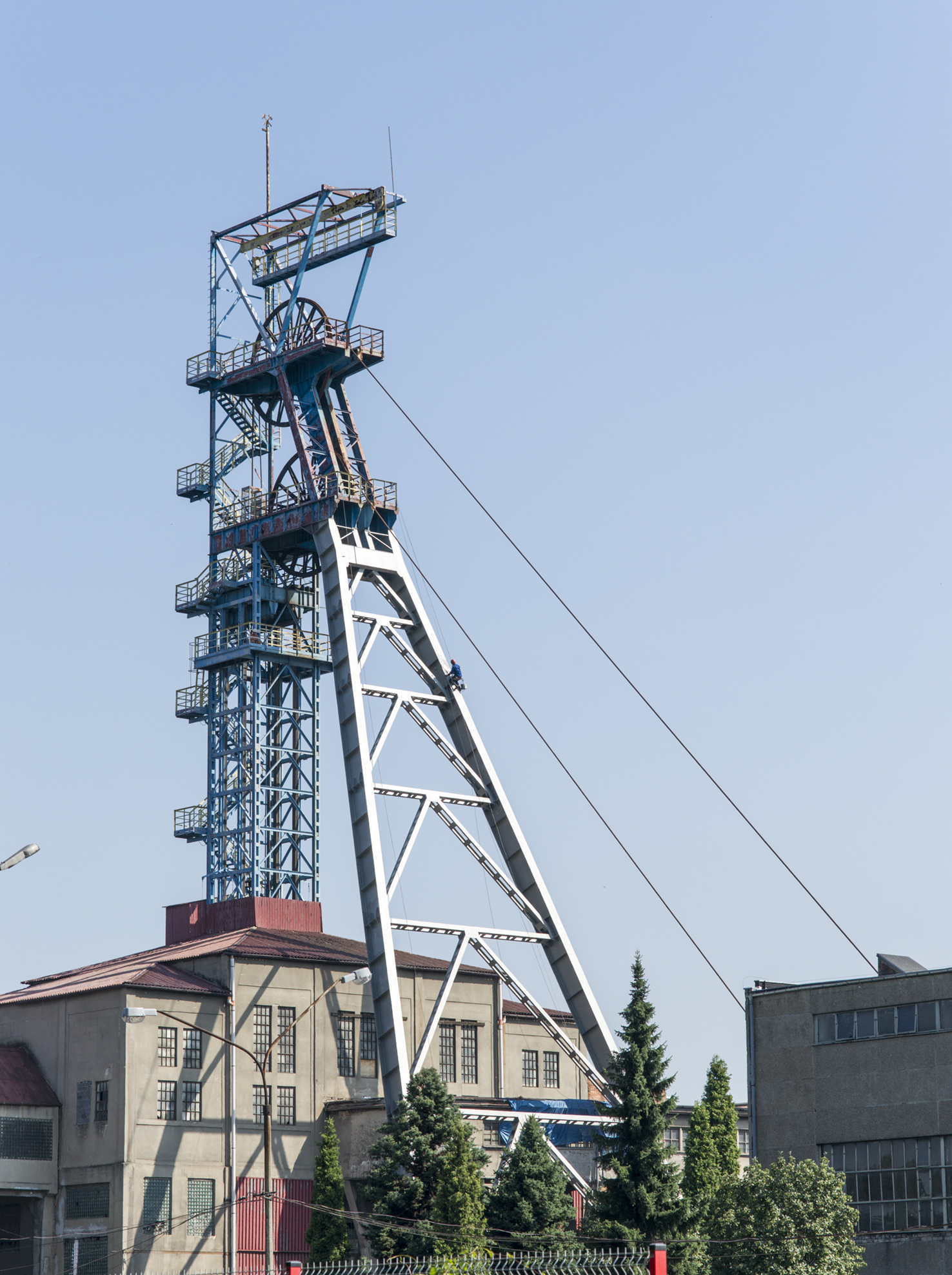
Gerüst über Schacht 1

Nach Kriegsende kam die Produktion schnell wieder in Gang, zunächst unter Verwaltung der Rybniker Kohleindustrievereinigung (Rybnickie Zjednoczenie Przemysłu Węglowego), danach unter der von Jaworzno-Mikołow. Schon früh widmete man sich neben der Steinkohlengewinnung der Methannutzung. So errichtete man 1955 eine Gasleitung und konnte schon 1959 ca. 80 % des austretenden Methans auffangen und nutzen. In den 1960er Jahren erfolgte eine deutliche Erweiterung des Abbaufeldes auf 16,3 km², das Abteufen zweier weiterer Schächte (Wetterschacht 5 mit einem Durchmesser von 5,5 m in Rudołtowice im Gefrierverfahren) und der Bau einer neuen Aufbereitungsanlage.

## Gegenwart
Die Auenlandschaft der Weichsel in unmittelbarer Nähe des Bergwerks bereitete und bereitet immer wieder große Probleme. Anfänglich wurde der Fluss übermäßig durch die Einleitung salzhaltigen Wassers belastet, 2009 und 2010 drang bei Hochwasser das Wasser von der Erdoberfläche in die Grube ein und konnte dort kaum beherrscht werden. Vielleicht auch deshalb bot die Kompalnia Węglowa SA in Katowice, die noch 2005 den Verbund von Silesia mit Brzeszcze unter der Bezeichnung Oddział KWK 'Brzeszcze-Silesia' Ruch II Silesia betrieben hatte, das Bergwerk zum Verkauf an. 2010 wurde es durch die PG Silesia erworben, eine Tochtergesellschaft des tschechischen Unternehmens Energetický a Průmyslový Holding. Neben der Kohleförderung steht seitdem die Methanverwertung im Fokus des Unternehmens. Die Zeche verfügt heute über fünf Schächte, drei für Förderung, Materialtransport und Seilfahrt sowie zwei Wetterschächte. Die Berechtsame hat seit 1976 eine Größe von 21,36 km².

## Fördermengen
1913: 175.000 t; 1938: 282.959 t; 1970: 777.758 t; 1979: 1,22 Mio. t